# Acutandra leduci
Acutandra leduci – gatunek chrząszcza z rodziny kózkowatych i podrodziny pędeli (Parandrinae).
Gatunek ten został opisany w 2012 roku przez Thierry'ego Bouyera, Alaina Drumonta i Antonia Santosa-Silvę, którzy jako miejsce typowe wskazali Bulwę w górach Usambara.
Kózka o ciele długości 24 mm, niespłaszczonym grzbietobrzusznie. Ubarwiona brązowo z elementami czarniawymi. Wierzch głowy punktowany, a pomiędzy wierzchołkiem i środkową częścią żeberka ocznego także rowkowany. Nabrzmiałości na głowie (ang. gibbosities) o delikatnym punktowaniu. Żuwaczki wyraźnie niesierpowate, z guzkiem w nasadowej części strony zewnętrznej. Przedtułów o zbieżnych ku tyłowi bokach, spiczastych i skierowanych w przód kątach przednio-bocznych oraz prawie prostych kątach tylnych. Powierzchnia pokryw punktowana i prawie cała pomarszczona. Odnóża o goleniach nieco pobrużdżonych na powierzchni grzbietowej i rozszerzonych ku wierzchołkom.
Chrząszcz afrotropikalny, znany tylko z regionu Tanga w Tanzanii.